# Klugeana philoxalis
Klugeana philoxalis är en fjärilsart som beskrevs av Geertsema 1990. Klugeana philoxalis ingår i släktet Klugeana och familjen nattflyn. Inga underarter finns listade i Catalogue of Life.